# 청룡기 전국고교야구 선수권대회
청룡기 전국고교야구 선수권대회(靑龍旗全國高校野球選手權大會)는 조선일보사가 주최하는 전국 규모 고교야구대회이다. 1945년 첫 대회가 열린 이후 매년 3월~4월에 열렸으며 2011년 제67회 대회부터 4년간 대한민국 고교야구 주말리그 왕중왕전으로 진행되었다.
첫 대회 당시에 제작되었던 청룡 우승기는 1957년 동산고등학교가 대회 3년 연속 패권을 차지하면서 동산고가 영구 보존하게 되었는데  서울운동장 야구장의 보수공사 때문에 부산공설운동장 야구장에서 개최됐고 1958년에는 전년도와 똑같은 이유 탓인지 용산 육군구장에서 개최됐다. 이때 가져온 청룡기는 현재 인천 송림동의 동산고 교장실에 전시되어 있다.
1950년대에는 동산고등학교가 4차례나 정상에 오르는 등 인천지역 학교들이 강세를 보였고, 1960년대, 1970년대는 경북고등학교를 비롯한 영남권이 강세를 보였으며 1993년부터 1997년까지는 동대문운동장 야구장(고등부)과 목동운동장 야구장(중등부)에서 분할 개최됐고 2015년에는 고척돔에서 열렸다.

## 역대 우승 팀 및 결승전 결과
| 회수 | 연도 | 우승교             | 경기결과           | 준우승교           | 최우수선수   |
| ---- | ---- | ------------------ | ------------------ | ------------------ | ------------ |
| 1회  | 1946 | 부산상중           | 8-6                | 경남중             | -            |
| 2회  | 1947 | 경남중             | 2-0                | 대구중             | 장태영       |
| 3회  | 1948 | 경남중             | 2-1                | 경기중             | 이종호       |
| 4회  | 1949 | 광주서중           | 2-1                | 경남중             | 김양중       |
| 5회  | 1950 | 대구상중           | 2-1                | 동래중             | 최명보       |
| 6회  | 1951 | 한국 전쟁으로 중지 | 한국 전쟁으로 중지 | 한국 전쟁으로 중지 |              |
| 7회  | 1952 | 한국 전쟁으로 중지 | 한국 전쟁으로 중지 | 한국 전쟁으로 중지 |              |
| 8회  | 1953 | 인천고             | 5-1                | 선린상고           | 박종해       |
| 9회  | 1954 | 인천고             | 5-2                | 선린상고           | 박진원       |
| 10회 | 1955 | 동산고             | 2-1                | 인천고             | 신인식       |
| 11회 | 1956 | 동산고             | 1-0                | 중앙고             | 박세훈       |
| 12회 | 1957 | 동산고             | 3-1                | 인천고             | 신인식       |
| 13회 | 1958 | 경기공고           | 2-1                | 인천고             | 김영빈       |
| 14회 | 1959 | 동산고             | 6-3                | 경동고             | 백인천(경동) |
| 15회 | 1960 | 경동고             | 4-0                | 부산상고           | 이재환       |
| 16회 | 1961 | 성동고             | 5-0                | 동산고             | 백수웅       |
| 17회 | 1962 | 부산고             | 6-0                | 대구상고           | 박명열       |
| 18회 | 1963 | 부산공고           | 5-3                | 부산고             | 김명성       |
| 19회 | 1964 | 부산상고           | 2-0                | 청량종합고         | 강성환       |
| 20회 | 1965 | 동대문상고         | 5-0                | 중앙고             | 정순용       |
| 21회 | 1966 | 동산고             | 6-5                | 대구상고           | 이기호       |
| 22회 | 1967 | 경북고             | 6-2                | 배문고             | 임신근       |
| 23회 | 1968 | 경북고             | 3-0                | 대구상고           | 강문길       |
| 24회 | 1969 | 선린상고           | 6-0                | 대구상고           | 홍창권       |
| 25회 | 1970 | 대구상고           | 2-1                | 배문고             | 김종우       |
| 26회 | 1971 | 경북고             | 1-0                | 경남고             | 김성관       |
| 27회 | 1972 | 중앙고             | 4-1                | 경북고             | 홍재진       |
| 28회 | 1973 | 경남고             | 4-3                | 중앙고             | 김용희       |
| 29회 | 1974 | 경북고             | 4-3                | 군산상고           | 장정호       |
| 30회 | 1975 | 경북고             | 3-0                | 선린상고           | 손상득       |
| 31회 | 1976 | 경남고             | 5-0                | 군산상고           | 이우상       |
| 32회 | 1977 | 대구상고           | 7-2                | 동산고             | 이만수       |
| 33회 | 1978 | 부산고             | 7-0                | 경북고             | 김호근       |
| 34회 | 1979 | 부산고             | 5-2                | 선린상고           | 조성옥       |
| 35회 | 1980 | 선린상고           | 5-0                | 마산상고           | 박노준       |
| 36회 | 1981 | 경북고             | 6-5                | 선린상고           | 조광덕       |
| 37회 | 1982 | 군산상고           | 9-5                | 천안북일고         | 조계현       |
| 38회 | 1983 | 천안북일고         | 1-0                | 포철공고           | 김광윤       |
| 39회 | 1984 | 군산상고           | 5-3                | 제물포고           | 이광우       |
| 40회 | 1985 | 서울고             | 3-2                | 부산고             | 김동수       |
| 41회 | 1986 | 덕수상고           | 4-2                | 대전고             | 김충훈       |
| 42회 | 1987 | 대전고             | 6-5                | 경남고             | 조규철       |
| 43회 | 1988 | 광주일고           | 5-4                | 군산상고           | 이종범       |
| 44회 | 1989 | 동대문상고         | 5-4                | 신일고             | 김경원       |
| 45회 | 1990 | 경남고             | 6-2                | 공주고             | 박현승       |
| 46회 | 1991 | 경남상고           | 2-1                | 광주일고           | 임종수       |
| 47회 | 1992 | 공주고             | 4-0                | 선린상고           | 노장진       |
| 48회 | 1993 | 경북고             | 7-3                | 군산상고           | 김수관       |
| 49회 | 1994 | 휘문고             | 5-2                | 장충고             | 김선우       |
| 50회 | 1995 | 광주일고           | 5-3                | 덕수상고           | 김병현       |
| 51회 | 1996 | 휘문고             | 9-7                | 경동고             | 정형주       |
| 52회 | 1997 | 신일고             | 0-0                | 배명고             | 봉중근       |
| 53회 | 1998 | 경남고             | 7-4                | 대구상고           | 이상훈       |
| 54회 | 1999 | 대구상고           | 4-3                | 춘천고             | 장준관       |
| 55회 | 2000 | 성남고             | 8-1                | 대구상고           | 김주철       |
| 56회 | 2001 | 덕수정보고         | 13-9               | 진흥고             | 류제국       |
| 57회 | 2002 | 광주일고           | 18-9               | 경남고             | 이창석       |
| 58회 | 2003 | 동성고             | 10-9               | 효천고             | 명정주       |
| 59회 | 2004 | 성남고             | 7-3                | 동성고             | 김현중       |
| 60회 | 2005 | 동산고             | 10-8               | 대구고             | 현천웅       |
| 61회 | 2006 | 경남고             | 2-1                | 진흥고             | 이상화       |
| 62회 | 2007 | 경남고             | 5-0                | 강릉고             | 하준호       |
| 63회 | 2008 | 대구고             | 2-1                | 경남고             | 정인욱       |
| 64회 | 2009 | 신일고             | 5-3                | 북일고             | 박주환       |
| 65회 | 2010 | 경남고             | 5-0                | 제물포고           | 심창민       |
| 66회 | 2011 | 대구상원고         | 2-1                | 북일고             | 김성민       |
| 67회 | 2012 | 덕수고             | 8-1                | 신일고             | 김용인       |
| 68회 | 2013 | 덕수고             | 13-5               | 야탑고             | 전용훈       |
| 69회 | 2014 | 덕수고             | 4-0                | 충암고             | 엄상백       |
| 70회 | 2015 | 대구상원고         | 12-2               | 성남고             | 전상현       |
| 71회 | 2016 | 덕수고             | 7-4                | 서울고             | 강준혁       |
| 72회 | 2017 | 배명고             | 2-1                | 서울고             | 곽빈         |
| 73회 | 2018 | 광주동성고         | 4-2                | 포철고             | 김기훈       |
| 74회 | 2019 | 유신고             | 7-0                | 강릉고             | 허윤동       |
| 75회 | 2020 | 장충고             | 9-7                | 광주동성고         | 김태정       |
| 76회 | 2021 | 충암고             | 7-3                | 군산상고           | 이주형       |
| 77회 | 2022 | 유신고             | 3-1                | 충암고             | 박시원       |

## 기록
- 최다우승교 : 경남고등학교 (9회, 경남중 포함)
- 3연속 우승교 : 동산고등학교 (1955~1957년), 덕수고등학교 (2012년 ~ 2014년)
- 2연속 우승교 : 경남중학교 (1947~1948년), [인천고등학교] (1953~1954년), [경북고등학교] (1967~1968년, 1974~1975년), 부산고등학교 (1978~1979년), 경남고등학교 (2006~2007년)